# Konferenz der Evangelischen Kirchenleitungen in der DDR
Die Konferenz der Evangelischen Kirchenleitungen in der DDR (abgekürzt KKL, auch Konferenz der Kirchenleitungen) war ein Leitungsgremium der evangelischen Kirche auf dem Gebiet der DDR. Von 1969 an wirkte die KKL als bedeutendstes Organ des Bundes der Evangelischen Kirchen in der DDR.

## Geschichte
Vorläufer der Konferenz der Evangelischen Kirchenleitungen in der DDR (KKL) war die Kirchliche Ostkonferenz, eine Institution der bis dahin noch gesamtdeutschen EKD, die 1961 in Konferenz der evangelischen Kirchenleitungen in der DDR umbenannt wurde. Im Juni 1969 wurde der Bund der Evangelischen Kirchen in der DDR gegründet, womit die Trennung der ostdeutschen Gliedkirchen von der EKD vollzogen war. Die KKL bildete zusammen mit der Synode (60 Mitglieder) das oberste Leitungsorgan des Bundes der Evangelischen Kirchen in der DDR (BEK). Da die Synode seltener zusammenkam, entwickelte sich die KKL bald zum entscheidenden Leitungsgremium des Bundes. Der KKL gehörten 26 Mitglieder an:
- Acht leitende Geistlichen der acht Landeskirchen auf dem Gebiet der DDR (Anhalt, Berlin-Brandenburg, Greifswald, Mecklenburg, Oberlausitz, Sachsen, Sachsen/Lutheraner, Thüringen),
- acht weitere Vertreter dieser acht Kirchenleitungen,
- der Präses der Synode und sieben von der Synode gewählte Mitglieder,
- der Leiter des Sekretariats,
- der Direktor des Distrikts Herrnhut der Evangelischen Brüder-Unität – Herrnhuter Brüdergemeine

Die KKL kam alle zwei Monate zu einem zweitägigen Treffen zusammen, dabei konnten die Referenten des Sekretariats ohne Stimmrecht teilnehmen. Auch der Leiter der zentralen Geschäftsstelle des Diakonischen Werkes und ein Delegierter des Kirchenbundes Evangelisch-Reformierter Gemeinden in der DDR hatten beratendes Teilnahmerecht ohne Stimmrecht. In den sitzungsfreien Perioden führte ein aus den Reihen der KKL gewählter fünfköpfiger Vorstand die Geschäfte.

## Vorstand

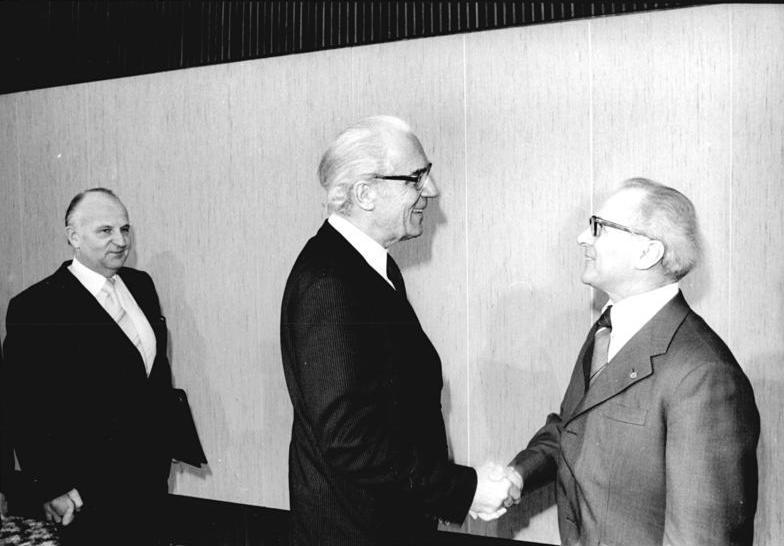
Erich Honecker (rechts) empfängt im März 1978 den Vorstand der KKL, darunter Albrecht Schönherr (Mitte) und Werner Krusche (links)

Die fünf Vorstandsmitglieder und der Leiter des Sekretariats wurden von der Konferenz gewählt. Der Präses der Synode war qua Amt ein Mitglied des Vorstandes der KKL. Vorsitzende des Vorstands waren:
- 1960–1968: Friedrich-Wilhelm Krummacher
- 1968–1969: Niklot Beste (mecklenburgischer Landesbischof), Vorsitzender
- 1969–1981: Albrecht Schönherr (Berlin-Brandenburgischer Bischof), Vorsitzender mit den Arbeitsgebieten Verbindung des Bundes zu den Staatsorganen und zu den Kirchen in der Bundesrepublik
- 1981–1982: Werner Krusche (Bischof der Kirchenprovinz Sachsen), Vorsitzender, bereits ab 1977 stellvertretender Vorsitzender des KKL-Vorstands
- 1982–1986: Johannes Hempel (sächsischer Landesbischof), Vorsitzender
- 1986–1990: Werner Leich (thüringischer Landesbischof), Vorsitzender
- 1990–1991: Christoph Demke (Bischof der Kirchenprovinz Sachsen), Vorsitzender

Weitere Vorstandsmitglieder waren:
- 1969–1971: Gottfried Noth (sächsischer Landesbischof), stellvertretender Vorsitzender mit dem Arbeitsgebiet ökumenische Aufgaben,
- 1969–1977: Gerhard Juergensohn (Oberkonsistorialrat in der Lausitz), stellvertretender Vorsitzender mit dem Arbeitsgebiet Verbindung zu den Gliedkirchen,
- 1969–: Martin Kramer (Pfarrer), Vorstandsmitglied mit dem Arbeitsgebiet Interna des Bundes,
- 1969–: Ingo Braecklein (thüringischer Landesbischof und Synodenpräses), Vorstandsmitglied mit dem Arbeitsgebiet Verbindung zur Synode
- 1982–1990: Manfred Stolpe, stellvertretender Vorsitzender.

Als Sekretäre gehörten dem Leitungsgremium an:
- 1969–1982: Manfred Stolpe, Sekretär des Bundes der Evangelischen Kirchen in der DDR
- 1982–1991: Martin Ziegler, Sekretär des Bundes der Evangelischen Kirchen in der DDR